# Barbara Mertens
Pour l’article homonyme, voir Mertens.
Barbara Mertens, née le 21 mai 1968 à Uccle et morte le 4 juin 2021, est une journaliste et présentatrice de télévision belge.

## Biographie

### Études
Barbara Mertens est licenciée en journalisme de l'université libre de Bruxelles.

### Radio
Depuis 1996, elle est journaliste à Bel-RTL, et en 2003, elle devient Chef des informations.
Elle présente Bel-RTL Soir avec Pascal Vrebos[Quand ?]
Rédactrice en chef de la radio Bel-RTL depuis 2009, elle présente l'émission Bel-RTL Matin en semaine, aux côtés de Thomas Van Hamme jusqu'en 2014.

### Télévision
Elle est la présentatrice des journaux télévisés de RTL-TVI.[Quand ?]

### Vie personnelle
Elle est décédée après un combat de plusieurs années contre le cancer : elle avait publiquement annoncé en être atteinte trois ans avant sa mort.